# Franciszek Gomoła
Franciszek Gomoła (ur. 19 marca 1830, zm. 9 marca 1890) – polski aktywista społeczny, uczestnik powstania styczniowego. Ojciec Marianny, Franciszka, Szymona i Jana.

## Życiorys
Po zawarciu małżeństwa wraz z żoną zamieszkał w Suchej. 
Po wybuchu powstania styczniowego przedostał się na teren Królestwa Kongresowego, gdzie walczył w oddziale w okręgu Częstochowy. Po upadku powstania powrócił do domu, zatrudnił się jako pracownik najemny na ziemiach hrabiego Strachwitza.